# Кусмаулово дисање
Кусмаулово дисање (Kussmaul) је патолошки вид дисања карактерисан дубоким амплитудама и одсуством апное, паузе између удисаја (inspirium) и дубоким издисајима (expirium).
Чујно је, и у току овог дисања активирана је помоћна дисајна мускулатура (појава звана „кисеоничка глад“).
Може се јавити код ацидозе, дијабетесне коме, уремије, тровања-метил алкохолом.